# Bujalance
Bujalance est une ville d’Espagne, dans la province de Cordoue, communauté autonome d’Andalousie.

## Culture
Parmi ses plus importants monuments, on trouve le château arabe (Xe siècle), l'église principale connue comme la cathédrale de la campagne, le grand nombre d'ermitages et les champs d'oliviers.